# Горки (Перемышльский район)
Го́рки — деревня в Перемышльском районе Калужской области, административный центр муниципального образования Сельское поселение «Деревня Горки».

## География
Расположена на правом берегу реки Оки в двух километрах на северо-запад от районного центра — села Перемышль — на автодороге 29К-003 (М3 «Украина» — Р92 — Перемышль).

## Население
| 2002 | 2010 |
| ---- | ---- |
| 938  | ↗947 |

## История
Поселение известно с петровских времён. В XVIII веке Лощигина (Горки) казённая деревня Экономического ведомства Перемышльского уезда, на землях — ранее принадлежавших Троице-Лютикову монастырю, при озере Лощинском на большой Калужской дороге.
В 1858 году деревня (каз.) Горки (Лащига) 1-го стана Перемышльского уезда, при колодцах, 93 дворах и 695 жителях — по правую сторону почтового Киевского тракта.
К 1914 году Горки — деревня Полянской волости Перемышльского уезда Калужской губернии. В 1913 году население 1007 человек. Имелась собственная церковно-приходская школа.
В годы Великой Отечественной войны деревня была оккупирована войсками Нацистской Германии с 8 октября по 25 декабря 1941 года. Освобождена в ходе Калужской наступательной операции частями 50-й армии генерал-лейтенанта И. В. Болдина.
В деревне построены и функционируют Дом культуры, библиотека, школа, детский сад и стадион. Одна из достопримечательностей деревни — гнездо аистов на водонапорной башне.

## Объекты историко-культурного наследия
Памятник землякам, погибшим в годы Великой Отечественной войны в центре села.